# Significant Other
| 전문가 평가                   | 전문가 평가 |
| 평가 점수                     | 평가 점수   |
| 출처                          | 점수        |
| ----------------------------- | ----------- |
| AllMusic                      | [ 1 ]       |
| Christgau's Consumer Guide    | [ 2 ]       |
| Entertainment Weekly          | B           |
| Houston Chronicle             | [ 4 ]       |
| The Independent               | [ 5 ]       |
| Los Angeles Times             | [ 6 ]       |
| NME                           | 3/10        |
| Rolling Stone                 | [ 8 ]       |
| The Rolling Stone Album Guide | [ 9 ]       |
| USA Today                     | [ 10 ]      |

《Significant Other》는 미국의 누 메탈 밴드 림프 비즈킷의 두 번째 스튜디오 음반이다. 1999년 6월 22일, 플립과 인터스코프 레코드를 통해 발매되었다. 밴드는 1997년 데뷔한 《Three Dollar Bill, Y'all》의 사운드에서 더 많은 헤비 메탈과 힙합의 영향을 통합하기 위해 사운드를 확장했지만, 더 멜로디컬하고 덜 하드코어 펑크 영향을 받는 사운드로 확장했다.
《Significant Other》는 미국 빌보드 200에서 1위를 차지하며 높은 상업적 판매를 기록했다. 밴드의 데뷔보다 개선된 것으로 여겨졌던 밴드의 독특한 사운드와 퍼포먼스는 비평가들로부터 긍정적인 평가를 받았다. 음반은 전 세계적으로 적어도 1,600만 장이 팔렸다.

## 제작
조지 마이클의 〈Faith〉 커버가 라디오에서 성공한 후, 밴드는 그들이 "콘 짝퉁"이나 커버 밴드가 아니라는 것을 보여주기 위해 그들의 첫 번째 음반의 후속곡을 녹음하기로 결심했다. 밴드는 그들의 새로운 명성에서 비롯된 문제를 다루는 음반을 쓰기 시작했다. 판테라, 화이트 좀비, 그리고 데프톤스와 함께 작업한 것으로 유명한 프로듀서 테리 데이트는 《Significant Other》를 제작하기 위해 림프 비즈킷에 의해 선정되었다. 기타리스트 웨스 볼랜드는 데이트의 제작에 대해 "그는 '음악'이 끝날 때까지 과도하게 관여하지 않습니다. 그는 사운드로 바보 같고 모든 것을 완벽하게 만드는 프로듀서입니다. 그는 테이프에서 정말 잘 번역되는 사운드를 듣고 우리가 하는 일을 거의 완벽하게 포착합니다."라고 말했다. 밴드는 인터스코프 레코드의 주장에도 불구하고 Family Values Tour가 끝난 후 즉시 녹음을 시작했다.

## 배경
《Significant Other》는 누 메탈과 랩 메탈 음반으로 묘사되었다. 〈I'm Broke〉의 초기 버전은 《Three Dollar Bill, Y'all》로 녹음되었지만 그 음반의 나머지 재료와 노래가 얼마나 다르게 들렸는지에 대한 이유로 음반에서 제외되었다. 〈Trust?〉의 멜로디는 1998년 초, 레이디스 나이트 인 캄보디아 투어 중 거친 형태로 연주된 멜로디에서 비롯되었다. 《Three Dollar Bill, Y'all》의 가사가 여성 혐오적이라는 주장에 대해 림프 비즈킷의 멤버인 프레드 더스트는 이 음반에서 자신이 가사적으로 더 성숙하다고 묘사한 서정적인 내용을 완화했다. 더스트가 여자친구와 헤어진 것은 〈Nookie〉와 〈Re-Arranged〉라는 노래에 영감을 주었다.
《Significant Other》는 콘에서 영감을 받은 볼랜드의 7현 기타 사용에 대한 첫 번째 시도이다. 그는 아이바네즈의 공식적인 승인을 받았고 RG7 CST를 포함한 음반을 녹음하기 위해 여러 희귀 모델을 소유했다. 그는 또한 맞춤형 아이바네즈 뮤직 MC150PW를 사용하여 4개의 현에 맞는 바리톤 기타를 만들어 〈Nookie〉를 녹음했다. 2000년쯤, 볼랜드는 아이바네즈와의 승인을 끝내고 다음 음반인 《Chocolate Starfish and the Hot Dog Flavored Water》를 녹음할 때 6현 기타를 사용하는 것으로 돌아갔다.

## 커버 아트
커버 아트는 프레드 더스트의 악명 높은 빨간 양키스 모자를 쓰고 비열한 포즈를 취하는 (외계인 것으로 추정되는) 두건을 쓴 마이크 암살자를 묘사한다. 미국의 예술가 미어 원은 그 커버를 그래피티로 벽에 그림으로써 만들었다. 그 과정의 시간 경과 비디오가 강화된 《Significant Other》의 CD 버전에 등장한다.
이 후드 피규어는 2003년 《Results May Vary》와 2021년 《Still Sucks》 음반에서 볼 수 있듯이 밴드의 로고로 자주 사용되고 있다.

## 곡 목록
작사는 모두 특별한 언급이 없는 한 프레드 더스트가 맡았고, 작곡은 모두 특별한 언급이 없는 한 웨스 볼랜드, 샘 리버스 그리고 존 오토가 맡았다.
| #   | 제목                                                       | 작사                                   | 작곡                                    | 재생 시간 |
| --- | ---------------------------------------------------------- | -------------------------------------- | --------------------------------------- | --------- |
| 1.  | 〈Intro〉                                                  |                                        |                                         | 0:38      |
| 2.  | 〈Just Like This〉                                         |                                        |                                         | 3:34      |
| 3.  | 〈Nookie〉                                                 |                                        |                                         | 4:50      |
| 4.  | 〈Break Stuff〉                                            |                                        |                                         | 2:48      |
| 5.  | 〈Re-Arranged〉                                            |                                        |                                         | 5:56      |
| 6.  | 〈I'm Broke〉                                              |                                        |                                         | 4:00      |
| 7.  | 〈Nobody Like You〉 (Feat. 조나단 데이비스, 스콧 와일랜드) | 더스트, 조나단 데이비스, 스콧 와일랜드 |                                         | 4:20      |
| 8.  | 〈Don't Go Off Wandering〉                                 |                                        |                                         | 4:01      |
| 9.  | 〈9 Teen 90 Nine〉                                         |                                        |                                         | 4:36      |
| 10. | 〈N 2 Gether Now〉 (Feat. 메소드 맨)                       | 메소드 맨, 더스트                      | DJ 프리미어                             | 4:50      |
| 11. | 〈Trust?〉                                                 |                                        |                                         | 4:59      |
| 12. | 〈No Sex〉 (Feat. 애런 루이스)                             |                                        | 볼랜드, 리버스, 오토, 브렌단 오브라이언 | 3:57      |
| 13. | 〈Show Me What You Got〉                                   |                                        |                                         | 4:28      |
| 14. | 〈A Lesson Learned〉                                       |                                        |                                         | 2:39      |
| 15. | 〈Outro〉                                                  |                                        |                                         | 7:21      |

## 인증
| 국가                                                  | 인증        | 판매량/출하량 |
| ----------------------------------------------------- | ----------- | ------------- |
| 아르헨티나 (CAPIF)                                    | 골드        | 30,000^       |
| 오스트레일리아 (ARIA)                                 | 2× 플래티넘 | 140,000^      |
| 오스트리아 (IFPI 오스트리아)                          | 골드        | 25,000*       |
| 벨기에 (BEA)                                          | 골드        | 25,000*       |
| 캐나다 (뮤직 캐나다)                                  | 6× 플래티넘 | 600,000^      |
| 독일 (BVMI)                                           | 골드        | 250,000^      |
| 일본 (RIAJ)                                           | 골드        | 100,000^      |
| 멕시코 (AMPROFON)                                     | 플래티넘    | 150,000^      |
| 네덜란드 (NVPI)                                       | 플래티넘    | 100,000^      |
| 뉴질랜드 (RMNZ)                                       | 플래티넘    | 15,000^       |
| 스위스 (IFPI 스위스)                                  | 골드        | 25,000^       |
| 영국 (BPI)                                            | 플래티넘    | 300,000*      |
| 미국 (RIAA)                                           | 7× 플래티넘 | 7,000,000^    |
| 요약                                                  |             |               |
| 유럽 (IFPI)                                           | 1× 플래티넘 | 1,000,000*    |
| *판매량을 기반으로 한 인증 ^출하량을 기반으로 한 인증 |             |               |